# Zápas na Letních olympijských hrách 1972 – muži, řecko-římský do 100 kg
Zápas řecko-římský ve váhové kategorii do 100 kg na Letních olympijských hrách 1972 v Mnichově probíhal od 5. do 10. září. O medaile se utkalo 14 zápasníků.

## Turnajové výsledky
Byl použit systém eliminace zápornými body. Zápasník, který nasbíral 6 negativních bodů, byl vyřazen z dalších bojů. Když zůstali v turnaji poslední tři, rozhodlo o jejich konečném pořadí speciální finálové kolo. 
Legenda
- DNA — Nenastoupil
- TPP — Celkem trestných bodů
- MPP — Trestných bodů v zápase

Penalizace
- 0 — Lopatkové vítězství, vítězství pro pasivitu, zranění, nebo diskvalifikaci protivníka
- 0.5 — Vítězství pro technickou převahu
- 1 — Vítězství na body
- 2 — Remíza
- 2.5 — Remíza, pasivita
- 3 — Prohra na body
- 3.5 — Prohra pro technickou převahu soupeře
- 4 — Lopatková prohra, prohra z důvodu pasivity, zranění, nebo diskvalifikace

### Kolo 1
| TPP | MPP |                            | Čas  |                          | MPP | TPP |
| --- | --- | -------------------------- | ---- | ------------------------ | --- | --- |
| 2   | 2   | Christo Ignatov (BUL)      |      | Pelle Svensson (SWE)     | 2   | 2   |
| 3   | 3   | Aimo Mäenpää (FIN)         |      | Tore Hem (NOR)           | 1   | 1   |
| 2   | 2   | Rudolf Lüscher (SUI)       |      | Hassan Bechara (LIB)     | 2   | 2   |
| 0   | 0   | Nikolaj Jakovenko (URS)    | 7:23 | Burke Deadrich (USA)     | 4   | 4   |
| 1   | 1   | Andrzej Skrzydlewski (POL) |      | Lorenz Hecher (FRG)      | 3   | 3   |
| 1   | 1   | Ferenc Kiss (HUN)          |      | Fredi Albrecht (GDR)     | 3   | 3   |
| 3.5 | 3.5 | Makoto Saito (JPN)         |      | Nicolae Martinescu (ROU) | 0.5 | 0.5 |

### Kolo 2
| TPP | MPP |                          | Čas  |                            | MPP | TPP |
| --- | --- | ------------------------ | ---- | -------------------------- | --- | --- |
| 2   | 0   | Christo Ignatov (BUL)    | 5:48 | Aimo Mäenpää (FIN)         | 4   | 7   |
| 6   | 4   | Pelle Svensson (SWE)     | 0:42 | Tore Hem (NOR)             | 0   | 1   |
| 6   | 4   | Rudolf Lüscher (SUI)     | 1:44 | Nikolaj Jakovenko (URS)    | 0   | 0   |
| 8   | 4   | Burke Deadrich (USA)     | 1:23 | Andrzej Skrzydlewski (POL) | 0   | 1   |
| 7   | 4   | Lorenz Hecher (FRG)      | 8:23 | Ferenc Kiss (HUN)          | 4   | 5   |
| 4   | 1   | Fredi Albrecht (GDR)     |      | Makoto Saito (JPN)         | 3   | 6.5 |
| 0.5 |     | Nicolae Martinescu (ROU) |      | Bye                        |     |     |
| 2   |     | Hassan Bechara (LIB)     |      | DNA                        |     |     |

### Kolo 3
| TPP | MPP |                            | Čas |                         | MPP | TPP |
| --- | --- | -------------------------- | --- | ----------------------- | --- | --- |
| 1.5 | 1   | Nicolae Martinescu (ROU)   |     | Christo Ignatov (BUL)   | 3   | 5   |
| 4   | 3   | Tore Hem (NOR)             |     | Nikolaj Jakovenko (URS) | 1   | 1   |
| 4.5 | 3.5 | Andrzej Skrzydlewski (POL) |     | Ferenc Kiss (HUN)       | 0.5 | 5.5 |
| 4   |     | Fredi Albrecht (GDR)       |     | Bye                     |     |     |

### Kolo 4
| TPP | MPP |                         | Čas  |                            | MPP | TPP |
| --- | --- | ----------------------- | ---- | -------------------------- | --- | --- |
| 7   | 3   | Fredi Albrecht (GDR)    |      | Nicolae Martinescu (ROU)   | 1   | 2.5 |
| 5   | 0   | Christo Ignatov (BUL)   | 1:24 | Tore Hem (NOR)             | 4   | 8   |
| 1   | 0   | Nikolaj Jakovenko (URS) | 1:25 | Andrzej Skrzydlewski (POL) | 4   | 8.5 |
| 5.5 |     | Ferenc Kiss (HUN)       |      | Bye                        |     |     |

### Kolo 5
| TPP | MPP |                       | Čas  |                          | MPP | TPP |
| --- | --- | --------------------- | ---- | ------------------------ | --- | --- |
| 6.5 | 1   | Ferenc Kiss (HUN)     |      | Nicolae Martinescu (ROU) | 3   | 5.5 |
| 9   | 4   | Christo Ignatov (BUL) | 8:35 | Nikolaj Jakovenko (URS)  | 0   | 1   |

### Finále
Výsledky z předchozích kol se započítávají do finále (žlutě zvýrazněno).
| TPP | MPP |                          | Čas  |                         | MPP | TPP |
| --- | --- | ------------------------ | ---- | ----------------------- | --- | --- |
| 0   | 0   | Nicolae Martinescu (ROU) | 0:00 | Nikolaj Jakovenko (URS) | 4   | 4   |

## Finálové pořadí
1. Nicolae Martinescu (ROU)
2. Nikolaj Jakovenko (URS)
3. Ferenc Kiss (HUN)
4. Christo Ignatov (BUL)
5. Fredi Albrecht (GDR)
6. Tore Hem (NOR)